# Süd-Amanuban
Süd-Amanuban (indonesisch Amanuban Selatan) ist ein indonesischer Distrikt (Kecamatan) im Westen der Insel Timor.

## Geographie
| „Dorf“ (Desa) | Verwaltungssitz | Fläche    | Einwohner | Bevölkerungs- dichte |
| ------------- | --------------- | --------- | --------- | -------------------- |
| Pollo         | Taum            | 18,03 km² | 4.513     | 250                  |
| Bena          | Bena            | 56,52 km² | 3.341     | 59                   |
| Oebelo        | Enopole         | 52,36 km² | 3.391     | 65                   |
| Noemuke       | Suman           | 20,81 km² | 2.624     | 126                  |
| Oekiu         | Hautimu         | 27,30 km² | 1.250     | 46                   |
| Batnun        | Tuanomolo       | 19,36 km² | 2.563     | 132                  |
| Kiubaat       | Tabu            | 29,58 km² | 1.779     | 60                   |
| Linamnutu     | Oetaman         | 41,52 km² | 2.551     | 61                   |
| Mio           | Oeboi           | 35,43 km² | 1.433     | 40                   |
| Eno Neten     | Oe Ayo          | 25,11 km² | 1.411     | 56                   |

Der Distrikt befindet sich im Südwesten des Regierungsbezirks Südzentraltimor (Timor Tengah Selatan) der Provinz Ost-Nusa-Tenggara (Nusa Tenggara Timur) an der Küste der Timorsee. Das Meer befindet sich im Süden des Distrikts. Im Nordwesten liegt der Distrikt Batu Putih, im Nordosten West-Amanuban (Amanuban Barat) und Noebeba und im Osten Kuan Fatu und Kualin.
Süd-Amanuban hat eine Fläche von 326,01 km² und teilt sich in die zehn Desa Pollo, Bena, Oebelo, Noemuke, Oekiu, Batnun. Kiubaat, Linamnutu, Mio und Eno Neten. Zugang zum Meer haben nur Bena und Oebelo. Die Desa teilen sich wiederum in insgesamt 37 Dusun (Unterdörfer). Der Verwaltungssitz befindet sich in Taum. Das höchstgelegene Desa ist Eno Neten in einer Höhe von 446 m über dem Meer. Das tropische Klima teilt sich, wie sonst auch auf Timor, in eine Regen- und eine Trockenzeit. Von August bis November fällt fast kein Regen. Regenreichster Monat ist der Februar. 2016 zählte man 46 Regentage und registrierte eine Gesamtniederschlagsmenge von 429,6 Millimeter. 2015 waren es 30 Regentage und 482 Millimeter Niederschläge.

## Flora
Im Distrikt finden sich unter anderem Vorkommen von Teak.

## Einwohner

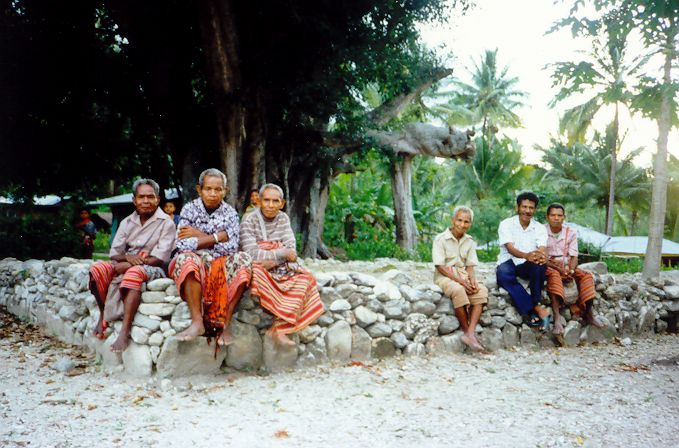
Einwohner von Kuan Fatu (1992)

2016 lebten in Süd-Amanuban 24.856 Einwohner in 6.208. 12.508 waren Männer, 12.348 Frauen. Die Bevölkerungsdichte lag bei 76 Personen pro Quadratkilometer. 4,84 Prozent der Bevölkerung bekennen sich zum katholischen Glauben, 94,71 Prozent sind Protestanten und 0,45 Prozent muslimischen Glaubens. Im Distrikt gibt es eine katholische und 63 protestantische Kirchen und Kapellen und eine Moschee.

## Wirtschaft, Infrastruktur und Verkehr
Die meisten Einwohner des Distrikts leben von der Landwirtschaft. Als Haustiere werden Rinder (14.615), Büffel (28), Schweine (12.354), Ziegen (5.503) und Hühner (33.712) gehalten. Auf 1.752 Hektar wird Mais angebaut, auf 2.918 Hektar Reis, auf 165 Hektar Maniok, auf UBI JALAR Hektar Süßkartoffeln und auf 15 Hektar Erdnüsse.
In Süd-Amanuban gibt es 26 Grundschulen, sechs Mittelschulen und eine weiterführende Schule. Zur medizinischen Versorgung stehen zwei kommunale Gesundheitszentren (Puskesmas) und zwei medizinische Versorgungszentren (Puskesmas Pembantu) zur Verfügung. Drei Ärzte, sechs Hebammen und elf Krankenschwestern sind im Distrikt ansässig.